# Inventari (videojocs)
En els videojocs, l'inventari és el lloc en el qual el personatge controlat pel jugador desa els objectes que té en la seva possessió i una descripció de cadascun d'ells. En alguns casos, els objectes de l'inventari es poden classificar per seccions de manera automàtica o manual. L'inventari pot ser accessible a través d'un menú o, al contrari, ser present en tot moment en una part de la pantalla. Aquesta interfície permet al jugador elegir els objectes que vol utilitzar a cada moment. La multiplicació dels objectes de l'inventari és una manera habitual de fer trampes en els videojocs.